# Ilari Mettälä
Ilari Mettälä (Yläne, Finlandia; 26 de abril de 1994) es un futbolista finlandés. Su posición es la de delantero y su club es el FC Ilves Tampere de la Veikkausliiga de Finlandia.

## Trayectoria

### Regreso a TPS Turku
El 13 de julio de 2021 se hace oficial su préstamo al TPS Turku después de recuperarse de su fractura de tobillo.

## Estadísticas

### Clubes
Actualizado al último partido jugado el 14 de octubre de 2021.
| Pallo-Iirot · Finlandia | 3.ª                 | 2014                | 17  | 3  | -  | - | - | - | 17  | 3  | 0,18 |
| Pallo-Iirot · Finlandia | Total               | Total               | 17  | 3  | 0  | 0 | 0 | 0 | 17  | 3  | 0,18 |
| TPS · Finlandia | 2.ª                 | 2015                | 6   | 5  | -  | - | - | - | 6   | 5  | 0,83 |
| TPS · Finlandia | 2.ª                 | 2016                | 25  | 12 | 2  | 0 | - | - | 27  | 12 | 0,44 |
| TPS · Finlandia | 2.ª                 | 2017                | 23  | 6  | 5  | 2 | - | - | 28  | 8  | 0,29 |
| TPS · Finlandia | 2.ª                 | 2021                | 15  | 7  | -  | - | - | - | 15  | 7  | 0,50 |
| TPS · Finlandia | Total               | Total               | 69  | 30 | 7  | 2 | 0 | 0 | 76  | 32 | 0,43 |
| Salon Palloilijat · Finlandia | 3.ª                 | 2015                | 9   | 5  | -  | - | - | - | 9   | 5  | 0,56 |
| Salon Palloilijat · Finlandia | Total               | Total               | 9   | 5  | 0  | 0 | 0 | 0 | 9   | 5  | 0,56 |
| FC Ilves Tampere · Finlandia | 1.ª                 | 2018                | 19  | 4  | -  | - | - | - | 19  | 4  | 0,21 |
| FC Ilves Tampere · Finlandia | 1.ª                 | 2019                | 20  | 4  | 9  | 3 | - | - | 29  | 7  | 0,24 |
| FC Ilves Tampere · Finlandia | 1.ª                 | 2020                | 8   | 5  | 2  | 0 | 1 | 0 | 11  | 5  | 0,45 |
| FC Ilves Tampere · Finlandia | 1.ª                 | 2021                | 0   | 0  | -  | - | - | - | 0   | 0  | 0,00 |
| FC Ilves Tampere · Finlandia | Total               | Total               | 47  | 13 | 11 | 3 | 1 | 0 | 59  | 16 | 0,27 |
| Total en su carrera | Total en su carrera | Total en su carrera | 142 | 51 | 18 | 5 | 1 | 0 | 161 | 56 | 0,34 |
| (1) Incluye datos de Copa de la Liga de Finlandia y Copa de Finlandia. (2) Incluye datos de Liga de Campeones de la UEFA y Liga Europa de la UEFA. (3) No incluye goles en partidos amistosos. |                     |                     |     |    |    |   |   |   |     |    |      |

## Palmarés

### Títulos nacionales
| Título            | Club             | País      | Año  |
| ----------------- | ---------------- | --------- | ---- |
| Ykkönen           | TPS              | Finlandia | 2017 |
| Copa de Finlandia | FC Ilves Tampere | Finlandia | 2019 |